# Poppi, Arezzo
Poppi är en ort och kommun i provinsen Arezzo i regionen Toscana i Italien. Kommunen hade 6 114 invånare (2018).